# Sabina Schulze
Sabina Schulze (Leipzig, 19 maart 1972) is een Oost-Duits zwemster. 

## Biografie
In 1986 werd Schulze wereldkampioene op de 4x100m vrije slag in een wereldrecord.
Schulze behaalde haar grootste succes tijdens de Olympische Zomerspelen van 1988 in het Zuid-Koreaanse Seoel de gouden medaille op de 4x100m vrije slag, Schulze kwam alleen in actie in de series.

## Internationale toernooien
| Jaar | Olympische Spelen                                | WK Langebaan      |
| ---- | ------------------------------------------------ | ----------------- |
| 1986 |                                                  | 4x100m vrije slag |
| 1987 |                                                  |                   |
| 1988 | 4x100m vrije slag · Schulze zwom enkel de series |                   |